# Osm (kniha)
Osm je čtvrtou publikovanou knihou české spisovatelky Radky Třeštíkové. Jedná se o román vydaný nakladatelstvím Motto v roce 2017. Autorka v knize pracuje s kriminálním tématem, což je v rámci její tvorby neobvyklé, detektivní zápletka a samotné policejní vyšetřování jsou nicméně upozaděny. Hlavní hrdinka příběhu, Michaela, je nalezena postřelená a trpí ztrátou paměti, celý případ je velkou záhadou a policii se nedaří ho vyšetřit. Zvláštností je také neobvyklá práce s řazením časových rovin. Dílo získalo titul bestselleru, podobně jako autorčiny další romány Bábovky, Veselí, Foukneš do pěny nebo Tajemství, a bylo znovu vydáno v letech 2018 a 2021. V roce 2017 patřil román k nejprodávanějším knihám na českém trhu.

## Děj
V knize je nejprve představen téměř úplný konec příběhu, poté se děj vrací na začátek. Následně je děj veden střední pasáží, je odhalen konec, a nakonec se text opět navrací k samému začátku příběhu. Hlavní postavou příběhu je mladá dívka jménem Michaela, které je v bezvědomí poté, co se ji někdo pokusil zabít postřelením do hlavy. Okolnosti pokusu o vraždu jsou nejasné a policii se nedaří vyšetřit, kdo a proč čin spáchal. Doufají, že jim vše vysvětli Michaela, jakmile se probudí z bezvědomí. Mezitím dochází k výslechu Honzy, Michaelina snoubence, Alice, Michaeliny nejlepší kamarádky, a manželů Milerových, kterým se Michaela starala o děti. Všichni měli k Michaele blízko, až na Honzovu matku, která se nemohla smířit s faktem, že Michaela je poloviční Romka a pochází z dětského domova. 
Poté se čtenář ocitá v minulosti, kdy Michaela ještě pracuje na příležitostných brigádách, Honza je učitelem na základní škole a žijí životem bez finančních jistot. Nicméně Honza Michaelu vždy podporoval. Až díky své nejlepší kamarádce Alici, kterou Honza nemá rád, dostává Michaela příležitost hlídat děti bohaté rodiny Milerových, Medu a Bruna. Právě tato příležitost spustí sled několika událostí. 
V příběhu se pomalu začínají odhalovat pravé vztahy, které mezi sebou postavy mají. O Michaelu začnou mít zájem oba manželé Milerovi, Max i Julie. Rodina Milerových pro Michaelu představuje ideál rodiny, kterou nikdy neměla a začíná se chovat podivně. S rodinou tráví čím dál tím více času, což Honzovi vadí. Vztah mezi Michaelou a Honzou se začíná komplikovat, stejně tak jako mezi manželi Milerovými. Honza chce Michaelu požádat o ruku, ona se s ním ale rozejde a celá situace končí rvačkou. Zhrzený Honza se rozhodne, že se Michaele pomstí a vyspí se s Alicí. Ta následně zjistí, že je s Honzou těhotná. Michaela začíná vést milostný vztah s Julií i Maxem, kteří o tom ale vzájemně nevědí. K velmi trapné a komické situaci zároveň dochází, jakmile Julie přistihne Maxe s Michaelou v posteli. Celá tato situace končí Míšiným vyhazovem a odstěhováním. Max jí zařídí nový pronájem, pomáhá ji hledat novou práci stále s Míšou udržuje i milostný vztah. Když se jde Míša pochlubit Alici s novým podnájmem, zjistí, že Alice čeká s Honzou dítě a mají se brát. Honza je rád, že má po dlouhé době Míšu nablízku, ale Míša pociťuje obrovskou zradu především od Alice. I po svatbě se snaží Honza hledat důvody, proč by se k němu neměla Alice nastěhovat, pořád totiž doufá, že se Míša vrátí. Alice byla odhodlaná udělat pro fungující manželství vše, dokonce i svého kocoura odnesla do útulku, protože ho Honza neměl rád. Míša začíná měnit svůj vzhled, začíná napodobovat Julii, chce mít stejný účes, stejně se obléká a dokonce se také začíná podobně i chovat.
Děj se přesouvá zpět do přítomnosti do chvíle, kdy se Michaela probudí v nemocnici. Vedle ní na posteli sedí Max, ona ho ale nepoznala. Neví, kdo to je. Neví, co se jí stalo, ani kdo je ona sama. Nepamatuje se vůbec nic za poslední rok. Jediný koho hledá, je Honza. Jakmile Honza za Míšou dorazí do nemocnice, chovají se oba jako dřív, jakoby kdyby se mezi nimi nic nepokazilo. Po týdnu přijde Míšu do nemocnice vyslechnout policie.  Probíhá vyšetřování celého případu a vyslýchání osob, které byly v době před spácháním činu s Míšou v kontaktu. Míše se pomalu a útržkovitě začíná vracet paměť. Když si vzpomene, že má za uchem vytetovanou malou číslici 8, získá pocit, že k Honzovi nepatří a chce utéct. To jí ale Honza nechce dovolit a křičí, že jí zabije. Alice zavolá policii. Při zásahu byl Honza postřelen do ramene. 
Rodina Millerova se přestěhovala do Španělska.  Cestou v letadle do Nice se Míše zdá sen. Noční můra, ve které na ní mluví hlas Maxe a ona asi vzpomene, že číslice 8 je spojená právě s ním. Vzpomene si na vše. Na to, že ji Julie milovala, že se chtěla rozvést i na to, že na ni vystřelila. Jakmile letadlo přistane, Míša začíná hledat Maxe, chce být s ním a mít ho pouze pro sebe. Potkává Natálii, Češku, se kterou se pustí do řeči a zjistí, že Maxe i jeho rodinu zná. Natálie Míše řekne, že je Max se svou rodinou v Praze. Míša ale ví, že v Praze už Milerovi dávno nejsou, protože se pokusila Julii zabít a zabrat její místo v rodině. Chtěla ji nahradit v životě dětí i Maxe. To se jí ovšem nepodařilo. Julie vzala Míšinu zbraň, vystřelila na ní a poté zavolala Maxovi, aby se Michaelu pokusil zachránit. Ovšem pro policii zůstává tento případ nadále nevyřešenou záhadou.  
Název knihy odkazuje k číslici 8, kterou si Michaela nechala vytetovat za ucho a díky které si vzpomene, že od Honzy chtěla odejít.

## Styl
Příběh je vyprávěn živým jazykem ve třetí osobě, velmi často se zde střídá perspektiva postav, což čtenáři dodává pocit, že je pozorovatelem situace. Díky této fokalizaci dokázala Třeštíková vytvořit několik komických situací (například když se na svět čtenář dívá z pohledu Alicina kocoura). Autorka v příběhu využívá nechronologické perspektivy. Ta je čtenářům, společně se členěním knihy, vysvětlena v obsahu.
Próza je v některých místech velmi detailní, což může na čtenáře působit nepřehledně nebo redundantně. Neodpovídá schématům klasické detektivky a proti vyšetřování zločinu akcentuje zkoumání mezilidských vztahů. Přesto ukazuje schopnost autorky pracovat s marketingově podporovaným a oblíbeným trendem psychothrillerů. Dílo lze také srovnávat s knihou Ireny Obermannové Dobré duše, která vyšla v témže roce a v témže nakladatelství.
Vladimíra Šumberová si povšimla také četných odkazů na dobovou populární kulturu a události, kterou Třeštíková využívá – v knize jsou zmiňovány písně Barbory Polákové, film Hledá se Nemo, činnost Miloše Zemana a dalších politiků či cestovatelský systém Airbnb. Součástí textu jsou také kratší nepřeložené pasáže ve francouzštině, španělštině a švédštině.

## Přijetí díla
Kniha se stala mezi čtenáři velmi oblíbeným dílem. Juan Zamora na serveru iLiteratura.cz považoval dílo za průměrné a hodnotil ho 50 %, Vladislava Šumberová na serveru iDnes.cz udělila románu 80 %. Někteří čtenáři jej dokonce považují za nejlepší dílo Třeštíkové a označují ji za „Viewegha v sukni“. Tvrzení, že jde o autorčin nejzdařilejší text, se objevuje také u některých kritiků. Ohlas u čtenářů vzbudilo autorčino umění prozrazovat důležité informace po kouscích či pouze v náznacích. Čtenáře zaujalo rovněž netypické časové uspořádání, tedy umístění konce příběhu na začátek, což dodává knize nový rozměr. Většina recenzí na dílo pohlíží jako na odpočinkové, poutavé čtení.
V roce 2019 vyšel román v polském překladu. Knihu vydalo nakladatelství Stara Szkoła a překlad zajistil Miroslaw Šmigielski. V roce 2019 vznikla nezkrácená audiokniha, knihu načetl Jakub Saic a délka nahrávky činí téměř třináct hodin.